# Muscari adilii
Muscari adilii är en sparrisväxtart som beskrevs av M.B.Güner och Hayri Duman. Muscari adilii ingår i släktet pärlhyacinter, och familjen sparrisväxter. Inga underarter finns listade i Catalogue of Life.